# Духовні академії Російської православної церкви
Духовні Академії - православні навчальні заклади, які дають вищу богословську освіту, для освіченого служіння Церкві у царині пастирської, викладацької та науково-богословської діяльності.

## Історія
За статутом 1884 розробленим для Духовних академій в Російській імперії, в них повинні викладатися такі науки: Богословські, Історичні, Церковно-практичні (наприклад: Церковне право), Філософські та Словесні, а також Давні мови (Давньогрецька, Латинська, Давньоєврейська та арамейські) і Нові мови (Англійська, Німецька, Французька, Італійська, Іспанська).
Значна частина цих предметів була обов'язковою для всіх студентів. Духовні Академії мали право надавати вчені ступені доктора, магістра і кандидата богословських наук.
Викладання вели професори ординарні і екстраординарні, доценти і лектори нових мов.
Академії перебували під керівництвом Святішого Синоду, і знаходилися під начальницьким піклуванням місцевих єпархіальних архієреїв і керувалися при найближчому спостереженні та керівництві ректора - особи духовного сану, переважно Монаха, - радою і правлінням з професорів: віданню ради підлягали справи, що стосувалися навчальної та наукового частини, правління завідувало також і господарськими справами.
Головне спостереження за ходом академічних справ належало ректору, який мав право в разі необхідності робити зауваження всім взагалі посадовцях Академії. У всіх академіях були організовані великі наукові бібліотеки, склад яких пристосований до потреб вищої богословської освіти. В Академії приймалися люди, що закінчили курс наук в духовних семінаріях і класичних гімназіях, після успішного проходження вступних іспитів.
У часи Російської імперії студенти розміщалися в академічних будівлях на казенному утриманні, своєкоштні студенти допускалися тільки як пансіонери і жили разом з казеннокоштних студентами. Спостереження за поведінкою студентів належало інспектору академії - особа переважно духовного сану, і його помічникам.
З часу перетворення духовних училищ в 1808 році статут духовних академій неодноразово змінювався: за статутом 1814 в коло академічного викладу входили, між іншими, фізика та математика; академіями управляли - ректор, конференція і правління; вище управління належало спершу комісії духовних училищ, а з 1839 року, після скасування останньої, зосереджено було в Синоді. Професори і бакалаври викладали науки відповідно до рекомендованих навчальних посібників та програм. Статутом 1869 розширені права академічних рад, підвищені вимоги по відношенню до умов обрання професорів, предмети викладання розділені на три групи: богословську, церковно-історичну та церковно-практичну, вибір яких надано було студентам; допущені були поряд з казеннокоштних студентами і своєкоштні, які жили поза академією, і таким чином число студентів значно зросло. Публічні диспути - докторські та магістерські - оживляли академічну діяльність, і вчена продуктивність академій сильно піднялася. Статут цей був в силі до 1884.
Найстаріша з усіх Духовних Академій РПЦ - Київська, за нею йдуть (по часу заснування) - Московська,  Санкт-Петербурзька та Казанська.
Сучасні Православні Духовні Академії РПЦ, які зазнали в XX столітті періоду закриття та знищення, після свого поновлення (у другій половині XX століття) здебільшого зберегли основні характеристики і риси, викладені в статуті Духовних Академій Російської імперії від 1884 року.

## Православні духовні академії

### Українська православна церква (МП)
1. Київська духовна академія

Колишні
1. Ужгородська українська богословська академія імені святих Кирила і Мефодія

Православні Богословські Університети та Інститути, статус яких наближається до статусу Духовних Академій:
1. Луганський богословський університет на честь Архістратига Михаїла
2. Чернівецький православний богословський інститут